# Bard, o Arqueiro
Bard, o Arqueiro, é um personagem do livro O Hobbit, de J. R. R. Tolkien. Homem da Cidade do Lago e descendente dos antigos Senhores de Dale, Bard mata Smaug, o Dragão, e se torna Rei de Dale. Tolkien criou o personagem especificamente para matar Smaug, já que nenhum dos outros protagonistas da história foi capaz de cumprir essa função. Bard, o Arqueiro, foi inspirado pelo guerreiro Wiglaf no poema inglês Beowulf.

## História fictícia

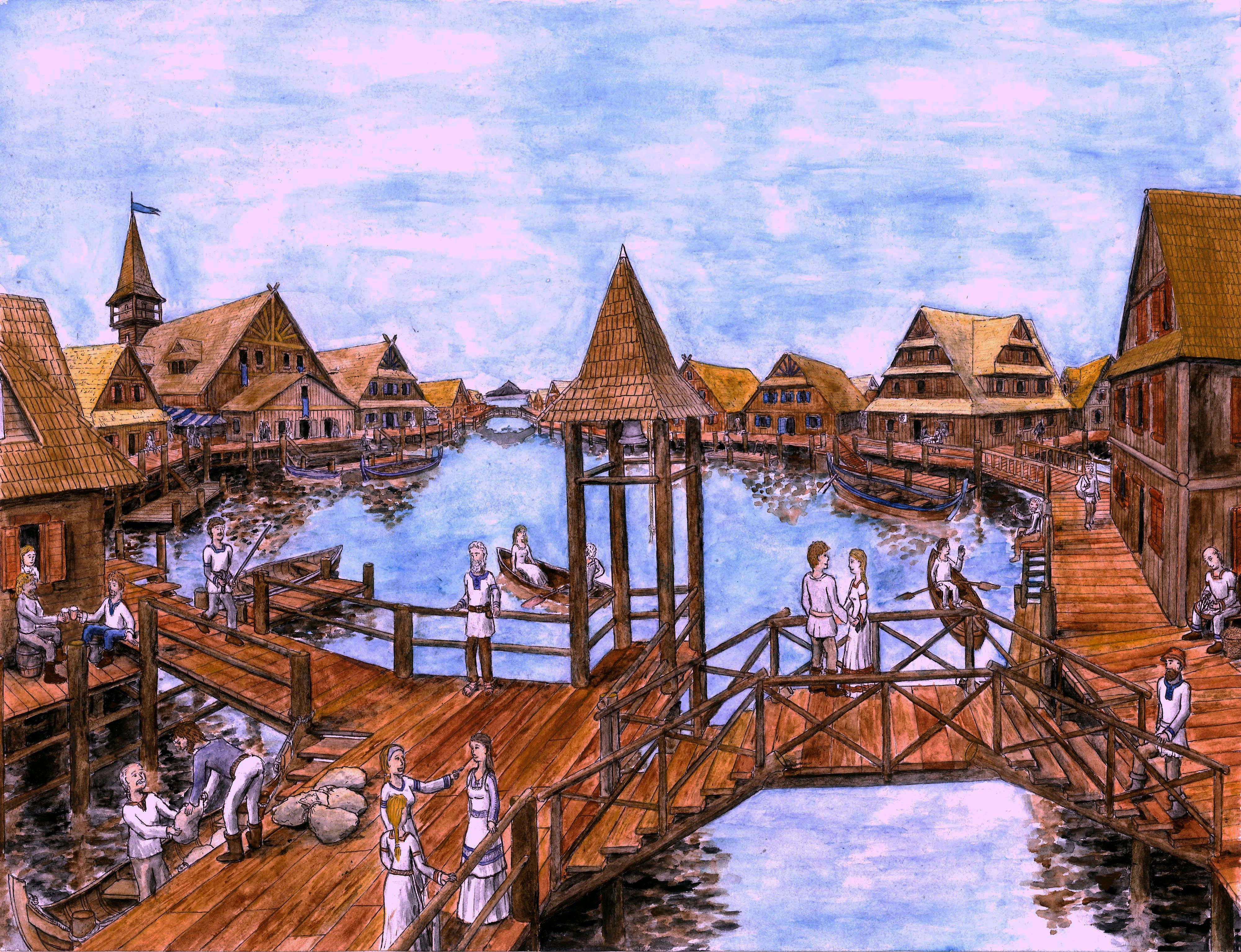
Esgaroth, também conhecida como Cidade do Lago.

Bard é descendente de Girion, o último senhor da cidade de Dale, que foi destruída pelo dragão Smaug 171 anos antes dos eventos de O Hobbit, que se passa no ano 2941 da Terceira Era. Ele é o capitão de uma companhia de arqueiros em Esgaroth, também conhecida como Cidade do Lago. Seus amigos o acusavam de profetizar enchentes e peixes envenenados, mas conheciam seu valor e coragem. Ele é descrito como alto e sombrio, com cabelos pretos. Quando Smaug ataca a Cidade do Lago, Bard é o último dos arqueiros a permanecer em seu posto, mas o dragão é imune a flechas. No entanto, um tordo mostra a Bard o ponto fraco da armadura do dragão, localizado na cavidade sob o peito esquerdo de Smaug, que Bilbo havia descoberto em sua conversa com Smaug. Ele dispara a Flecha Negra, herança de família, e mata Smaug, que cai sobre a Cidade do Lago, destruindo-a.
Após a morte do dragão, Bard se junta aos sobreviventes do ataque à Cidade do Lago e descobre que eles o consideravam morto. Os sobreviventes recebem a ajuda dos elfos de Mirkwood e, juntos, Thranduil [en] e os homens saudáveis da Cidade do Lago viajam para a Montanha Solitária para reivindicar uma parte do tesouro do dragão. Na ausência de Thorin Escudo de Carvalho e de sua companhia, que se acredita terem sido mortos pelo dragão, Bard reivindica o tesouro por direito, como herdeiro de Girion, e recebe a responsabilidade de aliviar o sofrimento do povo da Cidade do Lago.
Na Montanha Solitária, Bardo descobre que Thorin Escudo de Carvalho, Rei sob a Montanha, está vivo, assim como seus companheiros. A resposta deles à reivindicação de Bard é se barricar dentro da montanha, recusando-se a entregar qualquer tesouro sob ameaça de guerra. Para romper o impasse, Bilbo Bolseiro sai da montanha à noite e oferece a Arkenstone a Bard para pressionar Thorin a fazer as pazes com os Elfos e os Homens. No entanto, Thorin não está disposto a compartilhar nenhum tesouro de Smaug com um exército armado em seus portões, o que faz com que os elfos e os homens se preparem para atacar a montanha. Para piorar a situação, o primo de Thorin, Dain II Pé de Ferro, chega para reforçar a reivindicação de Thorin sobre a casa da família sob a montanha. No entanto, um grande exército de Goblins e Wargs chega ao local, forçando os três exércitos a se unirem para lutar contra eles. Bard lidera os homens para a batalha, reforçado pela chegada de Beorn e das Águias.
Após a morte de Thorin na Batalha dos Cinco Exércitos, Dain torna-se Rei sob a Montanha. Ele resgata a Arkenstone de Bard com um décimo quarto do tesouro, que é usado para restabelecer Dale. Nos três anos seguintes, Bard reconstrói a cidade de Dale e se torna seu governante. A cidade começa a prosperar novamente. O reinado de Bard dura trinta e três anos e ele é sucedido por seu filho Bain. Seu neto, Brand, lutou ao lado de Dain II Pé de Ferro na Batalha de Dale contra uma horda de invasores Easterling de Sauron durante a Guerra do Anel.

## Criação
Durante a elaboração de O Hobbit, Tolkien analisou como Smaug deveria morrer e quem o mataria. Suas anotações para o capítulo nove mostram que ele considerou a opção de Bilbo matar o dragão durante o sono, perfurando seu ponto fraco com uma lança, semelhante aos eventos de Jack, o Matador de Gigantes. Essa ideia permaneceu em suas anotações após a redação do capítulo onze, mas quando o capítulo doze foi concluído, Tolkien escreveu “Dragão morto na Batalha do Lago” em suas anotações.
Bard aparece no texto do capítulo treze, quando é dito que ele mata o dragão com a Flecha Negra favorita de seu ancestral Girion. O fato de Tolkien manter Bard vivo pelo resto da história complica-a significativamente, pois, como herdeiro de Girion, Bard dá aos habitantes da Cidade do Lago uma reivindicação legítima do tesouro de Smaug.

## Análise
De acordo com John D. Rateliff, Bard pode ter sido inspirado por Wiglaf, personagem do poema inglês Beowulf que inspirou Tolkien com muitos elementos nos capítulos finais de O Hobbit. Como Bard, Wiglaf é introduzido tardiamente na história, seu nome só aparece no final da história, é o único com coragem suficiente para enfrentar um dragão e é de linhagem real. Rateliff acredita que Bard é o primeiro personagem humano na obra de Tolkien a ter um destino feliz, ao contrário de Beren, Húrin e Túrin Turambar. Ele vê Bard como um precursor e prenunciador de Aragorn, uma vez que ambos restauram os reinos de seus ancestrais em toda a sua glória.
A pesquisadora Marjorie Burns acredita que Bard é um herói humilde como Aragorn, Faramir e Gandalf, introduzidos no legendário de Tolkien para substituir os poderosos indignos, como o prefeito da Cidade do Lago, Denethor, Boromir e Saruman. Em sua primeira aparição, Bard é mostrado como um personagem negativo que sempre vê o pior lado das situações, mas Sumner G. Hunnewell acredita que ele demonstra felicidade e generosidade após a destruição da Cidade do Lago.

## Adaptações

### Filmes

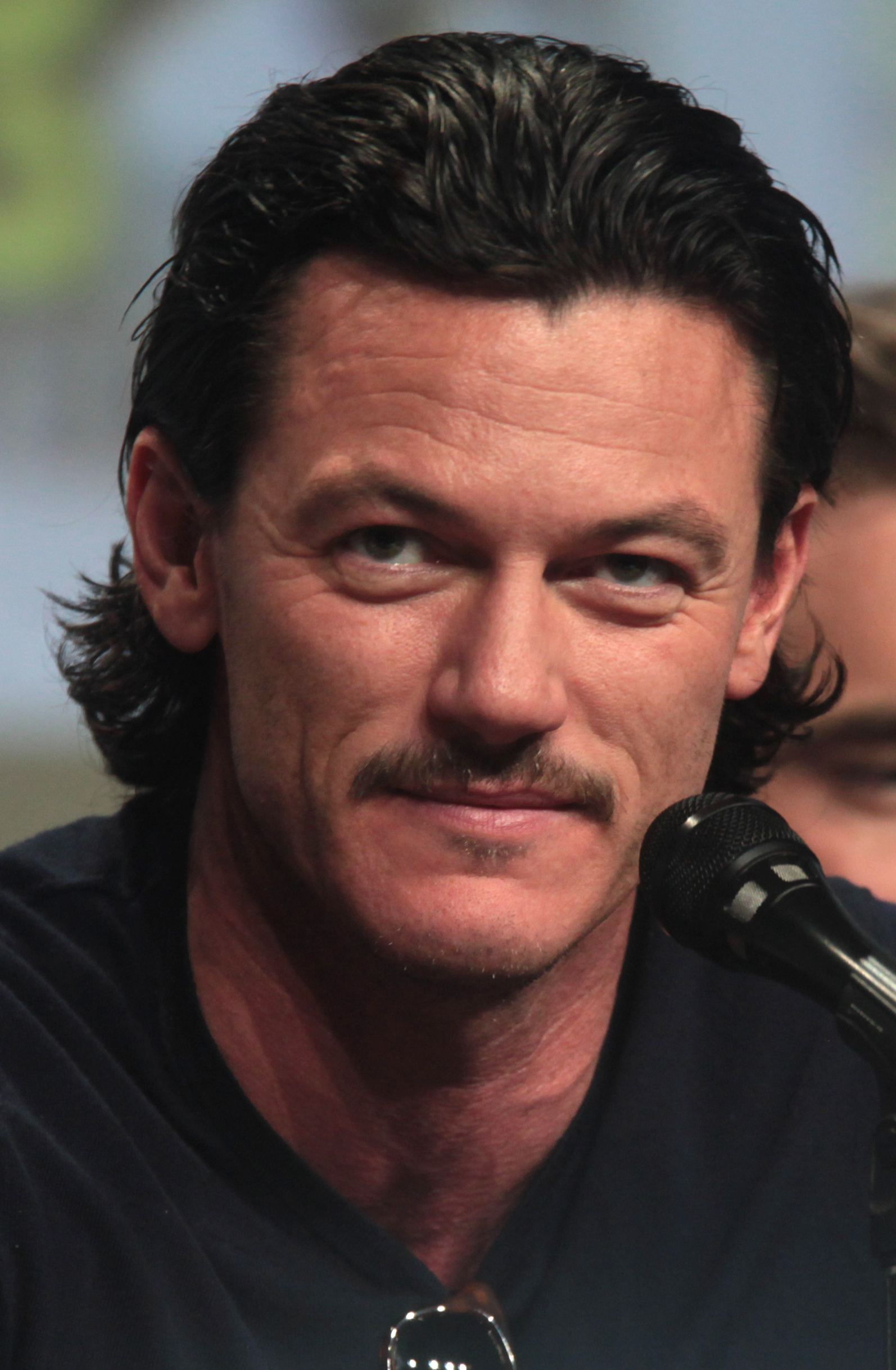
Luke Evans interpreta Bard na série de filmes O Hobbit.

No musical de televisão animado de 1977 da Rankin/Bass, Bard foi dublado por John Stephenson. Na série de filmes O Hobbit, de Peter Jackson, o ator Luke Evans interpreta Bard, aparecendo em A Desolação de Smaug (2013) e A Batalha dos Cinco Exércitos (2014), últimos filmes da trilogia. Evans foi escalado para o elenco em junho de 2011. Bob Strauss, do Los Angeles Daily News, achou que a interpretação de Evans conseguiu expandir o personagem, enquanto Erik Kain, da Forbes, achou que sua interpretação foi “sólida”, mas “nunca teve espaço suficiente para respirar”. No filme russo para televisão de 1985, Bard foi interpretado por Boris Sokolov.

### Outros
Na adaptação da BBC Radio de 1968, Bard foi dublado por Peter Williams. O personagem Bard também é uma das cartas do jogo da Terra Média de 1995 da Iron Crown Enterprises, ilustrado por Angelo Montanini. No jogo de videogame Lego O Hobbit 2014, da Warner Bros. Games, Bard também foi dublado pelo Luke Evans. No videogame The Hobbit de 2003 da Inevitable Entertainment, André Sogliuzzo interpreta Bard.